# فلاديسلاف روبين
فلاديسلاف روبين (بالبولندية: Władysław Rubin)‏ هو كاهن كاثوليكي بولندي، ولد في 20 سبتمبر 1917 في بولندا، وتوفي في 28 نوفمبر 1990 في الفاتيكان بسبب مرض آلزهايمر.

## وصلات خارجية
- فلاديسلاف روبين على موقع مونزينجر (الألمانية)